# Tricleidus
Tricleidus là một chi cryptoclidid đã tuyệt chủng được biết đến nhờ mẫu vật duy nhất, BMNH R3539 từ Trung Jura tại United Kingdom. Nó được đặt tên làn đầu tiên bởi Andrews vào năm 1909. Tên loài điển hình là Tricleidus seeleyi.